# Каменецкие Хутора
Каменецкие Хутора (укр. Кам'янецькі Хутори, с 1967 по 2016 г. — Ленинская Слобода, укр. Ленінська Слобода) — село на Украине, находится в Мурованокуриловецком районе Винницкой области.
Код КОАТУУ — 0522884604. Население по переписи 2001 года составляет 27 человек. Почтовый индекс — 23451. Телефонный код — 4356.
Занимает площадь 0,186 км².

## Адрес местного совета
23450, Винницкая область, Мурованокуриловецкий р-н, с. Немерче, ул. Центральная, 1